# 黄晟
黄晟（9世纪—909年），唐朝末年明州鄞人。

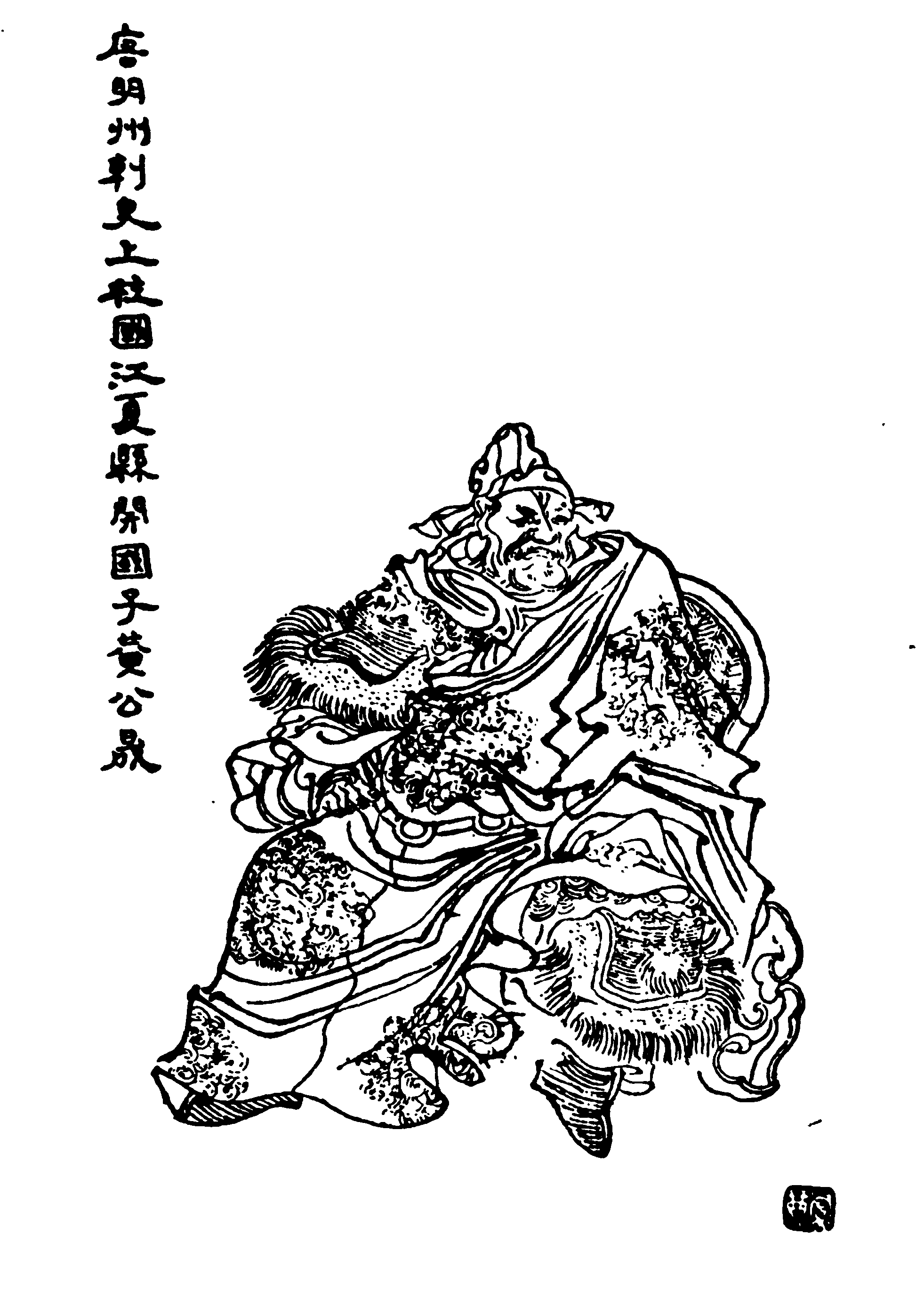
唐明州刺史上柱國江夏縣開國子黃公晟（清代畫家虞琴所繪，出自《四明人鑑》）

年轻时骁勇，初应募望海镇军士，镇中公布只录用魁梧者，黄晟身材矮小、长相丑陋，未能中选，从属于镇都虞候林膺，林膺很倚仗他。随后潜回本乡，募众据平嘉埭。时权知州羊僎（一作杨僎）召署黄晟为平嘉浦将，领千余人。之前，浙东观察使刘汉宏以台州变军首领刘文（或为避讳钱镠作娄文）知明州事，刘文为杨僎所败，其党羽杜宗从宁海镇率乡民屯奉化，黄晟从平嘉埭以所部兵击之，斩获甚众，擒获杜宗，赦免不杀，驱使杜宗等回台州，将缴获的粟帛都献上本道。迁佽飞都副兵马使，又改任奉化镇将。不久余姚镇将相喜（一作相嘉）入侵浙西治所越州，威胜军节度使董昌御敌不利，明州刺史钟季文（或作钟文季）发檄文召黄晟统兵攻相喜，杀之。董昌以黄晟平贼有功，奏授检校左散骑常侍、充浙东道东面副指挥使。景福元年（892年）钟季文卒，黄晟遂为本州刺史。黄晟颇尚礼士，辟前进士陈鼎、羊绍素为宾客，很优待，江东儒学者多依之，黄晟在城中给他们建造住所，号为措大营。董昌准备僭号称帝改元，黄晟写信劝阻。镇海军节度使钱镠举兵讨伐董昌，黄晟率众响应。乾宁三年（896年）三月，遣指挥使梁从晊率兵助浙东武勇都指挥使顾全武等攻余姚。最终钱镠攻陷越州，黄晟功居多。
光化四年（901年），钱镠、黄晟等在登州牟平《唐无染院碑》碑侧题名。黄晟题名为“浙江东道东西（面）都指挥使、检校尚书右仆射、守明州刺史、兼御史大夫黄晟”。
唐朝灭亡后，钱镠称吴越王。黄晟在任十八年，修建罗城，天宝二年（909年）五月卒。当时吴越国属郡刺史死时多遗表请求让儿子继任，唯有黄晟病重时遗表请求不要以儿子继任，府库储藏的东西都题为“送使”，其忠顺如此，钱镠也很欣赏。黄晟死后，钱镠巡行明州，将明州纳入管下。黄晟与母齐氏、妻钟季文姐妹钟氏都葬于鄞县隐学山中，有《黄晟墓碑》，载黄晟生前官职为“佐理推忠去伪功臣、镇东节度行军司马、金紫光禄大夫、检校太子太傅、持节明州诸军事、守明州刺史、兼御史大夫、上柱国、江夏县开国子、食邑五百户”。
根据钱镠侄《钱匡道墓志》，可见黄晟认祖江夏黄氏，追赠太保荣衔，且有子娶了钱镠弟钱镖叛逃淮南后所生的第三女，可见黄晟此子亦叛逃至淮南。

## 评价
- 《十国春秋》论曰：黄晟乃心恭顺，滕彦休不辱君命，咸有令闻，善夫！